# Opere di Victor Meirelles
La tabella seguente è una lista non esaustiva dei dipinti e dei disegni eseguiti dall'artista brasiliano Victor Meirelles. La seguente lista include anche alcuni schizzi e studi per alcune opere.
| Immagine | Titolo                                                            | Anno      | Tecnica                      | Collezione                                   |
| -------- | ----------------------------------------------------------------- | --------- | ---------------------------- | -------------------------------------------- |
|          | Veduta parziale della città di Nossa Senhora do Desterro          | 1846      | guazzo, grafite, acquerello  | Museo Victor Meirelles                       |
|          | Veduta parziale della città di Nossa Senhora do Desterro          | 1846      | acquerello                   | Museo Victor Meirelles                       |
|          | Una veduta di Nossa Senhora do Desterro                           | 1847-1851 | olio su tela                 | Museo Victor Meirelles                       |
|          | Vista parziale della città di Nossa Senhora do Desterro           | 1849      | acquerello su carta          | Museo Victor Meirelles                       |
|          | Studio per "La prima messa in Brasile"                            | 1850      | olio su carta                | Museo Victor Meirelles                       |
|          | Studio per il "Passaggio della Humaitá"                           | 1850      | olio su legno                | Museo Victor Meirelles                       |
|          | Studio per un ritratto                                            | 1852      | pastello su carta            | Museo Victor Meirelles                       |
|          | San Giovanni Battista in carcere                                  | 1852      | olio su tela                 | Museo nazionale delle belle arti del Brasile |
|          | Studio di costume italiano                                        | 1854      | acquerello su carta          | Museo Victor Meirelles                       |
|          | Studio di vestito                                                 | 1854      | acquerello su carta          | Museo Victor Meirelles                       |
|          | Studio dei tipi popolari                                          | 1855      | matita su carta              | Museo Victor Meirelles                       |
|          | Decollazione di San Giovanni Battista                             | 1855      | olio su tela                 | Museo Victor Meirelles                       |
|          | Vista di Ronciglione                                              | 1855      | matita su carta              | Museo Victor Meirelles                       |
|          | Senza titolo                                                      | 1856      | matita e carboncino su carta | Museo Victor Meirelles                       |
|          | Studio di panneggio                                               | 1856      | matita su carta              | Museo Victor Meirelles                       |
|          | Studio di panneggio 2                                             | 1856      | matita su carta              | Museo Victor Meirelles                       |
|          | Studio di panneggio 3                                             | 1856      |                              | Museo Victor Meirelles                       |
|          | Studio di panneggio 7                                             | 1856      | olio su carta                | Museo Victor Meirelles                       |
|          | Studio di panneggio 8                                             | 1856      | acquerello su carta          | Museo Victor Meirelles                       |
|          | Studio di panneggio 9                                             | 1856      | olio su carta                | Museo Victor Meirelles                       |
|          | Studio di panneggio 10                                            | 1856      | acquerello                   | Museo Victor Meirelles                       |
|          | Studio di panneggio 11                                            | 1856      | acquerello su carta          | Museo Victor Meirelles                       |
|          | Studio di panneggio 12                                            | 1856      | acquerello su carta          | Museo Victor Meirelles                       |
|          | Studio di panneggio 13                                            | 1856      | olio su carta                | Museo Victor Meirelles                       |
|          | Studio di panneggio 14                                            | 1856      | acquerello su carta          | Museo Victor Meirelles                       |
|          | Studio di panneggio 15                                            | 1856      | acquerello su carta          | Museo Victor Meirelles                       |
|          | Studio di panneggio 16                                            | 1856      | acquerello su carta          | Museo Victor Meirelles                       |
|          | Studio di panneggio 17                                            | 1856      | acquerello su carta          | Museo Victor Meirelles                       |
|          | Studio di panneggio 18                                            | 1856      | acquerello su carta          | Museo Victor Meirelles                       |
|          | Studio di panneggio 19                                            | 1856      | acquerello su carta          | Museo Victor Meirelles                       |
|          | Studio di panneggio 20                                            | 1856      | olio su carta                | Museo Victor Meirelles                       |
|          | Studio di panneggio 21                                            | 1856      | acquerello su carta          | Museo Victor Meirelles                       |
|          | Studio di panneggio 22                                            | 1856      | acquerello su carta          | Museo Victor Meirelles                       |
|          | Studio di panneggio 23                                            | 1856      | acquerello su carta          | Museo Victor Meirelles                       |
|          | Studio di panneggio 24                                            | 1856      | olio su cartone              | Museo Victor Meirelles                       |
|          | Studio di panneggio 25                                            | 1856      | acquerello su carta          | Museo Victor Meirelles                       |
|          | Studio di testa di ragazza                                        | 1856      | olio su tela                 | Museo Victor Meirelles                       |
|          | Le donne suliote                                                  | 1857      | olio su tela                 | Museo Victor Meirelles                       |
|          | Copia de La zattera della Medusa di Géricault                     | 1858      | olio su carta                | Museo Victor Meirelles                       |
|          | Studio per "La prima messa in Brasile"                            | 1860      | matita su carta              | Museo Victor Meirelles                       |
|          | Studio di mani per "La prima messa in Brasile"                    | 1860      | matita su carta              | Museo Victor Meirelles                       |
|          | La prima messa in Brasile                                         | 1860      | olio su tela                 | Museo nazionale delle belle arti del Brasile |
|          | Ritratto di Dom Pietro II                                         | 1864      | olio su tela                 | Museo d'arte di San Paolo                    |
|          | Ritratto di Dona Teresa Cristina                                  | 1864      | olio su tela                 | Museo d'arte di San Paolo                    |
|          | Studio per il "Matrimonio della principessa Isabella"             | 1864      |                              | Museo Victor Meirelles                       |
|          | Testa di vecchio                                                  | 1865      | olio su cartone              | Museo Victor Meirelles                       |
|          | Moema                                                             | 1866      | olio su tela                 | Museo d'arte di San Paolo                    |
|          | Studio di paesaggio per il "Passaggio della Humaitá"              | 1870      | olio su tela                 | Museo Victor Meirelles                       |
|          | Passaggio della Humaitá                                           | 1870      | olio su tela                 | Museo storico nazionale del Brasile          |
|          | Il barone di Porto Alegre guida le truppe a Curuzu                | 1870      |                              |                                              |
|          | Testa di soldato olandese (studio)                                | 1870      | olio su tela                 | Museo storico nazionale del Brasile          |
|          | Ritratto di signora                                               | 1870      | olio su tela                 | Museo Victor Meirelles                       |
|          | Studio per la "Battaglia navale di Riachuelo"                     | 1871      | matita su carta              | Museo Victor Meirelles                       |
|          | Studio per la "Battaglia navale di Riachuelo"                     | 1872      | matita su carta              | Museo Victor Meirelles                       |
|          | Il dottor José Maria Chaves                                       | 1873      | olio su tela                 | Museo d'arte di San Paolo                    |
|          | Studio per la "Battaglia di Guararapes"                           | 1874      | olio su tela                 | Museo Victor Meirelles                       |
|          | Passaggio della Humaitá                                           | 1872      | olio su tela                 | Museo storico nazionale del Brasile          |
|          | Battaglia di Guararapes                                           | 1875-1879 | olio su tela                 | Museo nazionale delle belle arti del Brasile |
|          | Bozzetto per la "Battaglia di Guararapes"                         | 1876      | matita su carta              | Museo Victor Meirelles                       |
|          | Bozzetto per la "Battaglia di Guararapes"                         | 1876      |                              | Museo Victor Meirelles                       |
|          | Studio per la "Battaglia di Guararapes"                           | 1876      | matita su carta              | Museo Victor Meirelles                       |
|          | Studio per la "Battaglia di Guararapes" 2                         | 1876      | matita su carta              | Museo Victor Meirelles                       |
|          | Studio per la "Battaglia di Guararapes" 3                         | 1876      | pastello su carta            | Museo Victor Meirelles                       |
|          | Studio per la "Battaglia di Guararapes" 4                         | 1876      | matita su carta              | Museo Victor Meirelles                       |
|          | Studio per la "Battaglia di Guararapes" (Felipe Camarão)          | 1876      | olio su tela                 | Museo Victor Meirelles                       |
|          | Studio per la "Battaglia di Guararapes" (Soldato olandese caduto) | 1876      | olio e matita su tela        | Museo Victor Meirelles                       |
|          | Studio per la "Battaglia di Guararapes" 5                         | 1879      | matita su carta              | Museo Victor Meirelles                       |
|          | Battaglia navale di Riachuelo                                     | 1882-1883 | olio su tela                 | Museo storico nazionale del Brasile          |
|          | Il passaggio della Humaitá                                        | 1886      | guazzo                       | Pinacoteca dello stato di San Paolo          |
|          | Abolizione della schiavitù                                        | 1888      | olio su tela                 | Itaú Cultural                                |
|          | Studio per alla "Invocazione alla Vergine"                        | 1898      | olio su cartone              | Museo Victor Meirelles                       |

## Opere non datate
| Immagine | Titolo                                                | Materiale                        | Collezione                          |
| -------- | ----------------------------------------------------- | -------------------------------- | ----------------------------------- |
|          | Strada per Guararapes                                 | acquerello                       | Museo storico nazionale del Brasile |
|          | Testa d'uomo                                          | olio su tela                     | Museo Victor Meirelles              |
|          | Testa d'uomo                                          | olio su tela                     | Museo Victor Meirelles              |
|          | Testa di donna                                        | olio su tela                     | Museo Victor Meirelles              |
|          | Testa di vecchio                                      | olio su tela                     | Museo Victor Meirelles              |
|          | Studio per un ritratto                                | matita su carta                  | Museo Victor Meirelles              |
|          | Magé (Studio di un'imbarcazione)                      |                                  | Museo Victor Meirelles              |
|          | Niterói (Studio della prua di un'imbarcazione)        |                                  | Museo Victor Meirelles              |
|          | Vapor Amazonas (Studio della prua di un'imbarcazione) |                                  | Museo Victor Meirelles              |
|          | Studio di imbarcazione 2                              |                                  | Museo Victor Meirelles              |
|          | Studio di imbarcazione 3                              |                                  | Museo Victor Meirelles              |
|          | Studio per il "Passaggio della Humaitá" 8             |                                  | Museo Victor Meirelles              |
|          | Studio per un ritratto                                | matita su carta                  | Museo Victor Meirelles              |
|          | Studio per un ritratto                                | matita su carta                  | Museo Victor Meirelles              |
|          | La morta                                              | olio su tela                     | Museo Victor Meirelles              |
|          | Brasil (Studio di imbarcazione)                       |                                  | Museo Victor Meirelles              |
|          | Testa d'uomo                                          |                                  | Museo Victor Meirelles              |
|          | Cristo sulle onde                                     | olio su carta incollata su legno | Museo Victor Meirelles              |
|          | Studio di un dettaglio di un'imbarcazione             |                                  | Museo Victor Meirelles              |
|          | Studio di un'imbarcazione                             |                                  | Museo Victor Meirelles              |
|          | Studio degli alberi di un'imbarcazione                |                                  | Museo Victor Meirelles              |
|          | Studio di paesaggio                                   | matita su carta                  | Museo Victor Meirelles              |
|          | Studio della prua di un'imbarcazione                  |                                  | Museo Victor Meirelles              |
|          | Studio della prua di un'imbarcazione                  |                                  | Museo Victor Meirelles              |